# La Città invisibile (associazione)
La Città Invisibile è una associazione nata nel 1994 con l'obiettivo di "contribuire su Internet alla realizzazione di un progetto di trasformazione democratica e di modernizzazione della società italiana".

## Storia

### Le origini
Nel 1992, alle origini di Internet, un gruppo di ricercatori e italiani residenti all'estero dette vita ad un Usenet "Society and Culture Italian" (in breve, S.C.I.). Il gruppo crebbe, e divenne "luogo piacevole e interessante per discussioni sulla vita, sulla bufera di tangentopoli, sul miglior modo per preparare il tiramisù, e sui problemi tipici dell'emigrante". Nell'ambito di questo Usenet si costituì, nel dicembre 1992, un collettivo virtuale detto "collettivo immaginario" i cui componenti si riunirono nel luglio 1993 a Imola nel "Primo Plenum Supremo" del Collettivo Immaginario di Society and Culture Italian (I.P.S.C. I.S.C. I.). A questa esperienza fanno riferimento le persone che l'anno successivo dettero vita a La Città Invisibile.

### La nascita
L'associazione è nata nel 1994 in gran parte come reazione a tangentopoli ed alla successiva alla vittoria di Silvio Berlusconi alle elezioni del marzo 1994 ed ai rischi che il nuovo blocco di potere di destra si impadronisse del mondo dell'informazione. La sua fase costitutiva inizia nell'aprile del 1994 con la creazione di una mailing-list riservata, ("Lista Organizzativa", o LO) nella quale, tra le altre cose, vennero discussi i criteri di organizzazione e gestione delle decisioni di una comunità virtuale. Il 3 luglio ebbe luogo a Roma una riunione cui parteciparono: Demetrio D'Ambrosi, da Dublino, Marco Isopi, da Roma, Ottavio Rizzo, da Rhode Island, Cristina Ruggieri, da Bologna, Ugo Piomelli, da Washington, D.C. e Lucio Picci che propose la creazione di un'organizzazione, dotata di statuto, con cariche sociali elette, proprietaria di un nodo internet "funzionante interamente grazie alla comunicazione elettronica". 
In agosto: una bozza dello statuto, che divenne poi nota con il nome di "statuto dell'ombrellone", perché fu scritta in spiaggia a Cesenatico da Lucio Picci e da Cristina Ruggieri durante il fine settimana del 20 e 21 agosto, fu discussa nelle settimane successive nella lista di discussione. Il Secondo Plenum Supremo del Collettivo Immaginario, alla presenza di una trentina di persone cooptate dai fondatori, si tenne il 3 settembre a Massa presenti, oltre all'ospite Riccardo Mannella, Alessio Bragadini, Saverio Cittadini, Andrea Dell'Amico, Marina Cazzola, Marco Isopi, Lucio Picci e Cristina Ruggieri.
Nelle settimane successive si definì una divisione ufficiosa degli incarichi: Riccardo Mannella, responsabile dello studio di fattibilità per la costituzione del nodo Internet, Marco Isopi, responsabile della creazione di relazioni esterne, Ugo Piomelli: gestione lista degli aventi diritto al voto, Marco Trevisani: responsabile del processo di cooptazione, e Lucio Picci teneva le fila della discussione sullo Statuto. A seguito di votazioni, il 19 ottobre Lucio Picci comunicò ai 34 soci fondatori che lo statuto era approvato. Il 19 novembre fu eletto il primo Coordinamento della Città Invisibile composto da: Alessio Bragadini, Marina Cazzola, Andrea dell'Amico, Marco Isopi, Riccardo Mannella, Lucio Picci, Cristina Ruggieri e Gennaro Zezza. A sua volta il Coordinamento elesse per acclamazione Lucio Picci Presidente e Marco Isopi vicepresidente.
Sabato 26 novembre 1994 ebbe luogo a Bologna, a casa di Lucio Picci, la prima cena sociale di autofinanziamento; in quella occasione, dal nodo Internet della Città Invisibile, contattato dal luogo della cena tramite il telefono, fu spedito il primo messaggio di saluto dei presenti a tutti i cittadini invisibili sparsi nel mondo.

## Organizzazione
Lo scopo dell'associazione era definito nell'art. 3 del suo Statuto:
"L'Associazione ha per scopo:
* di promuovere il libero accesso alle informazioni e l'utilizzo democratico delle tecnologie informatiche;
* di promuovere la realizzazione di una democrazia partecipativa, e i valori della pari dignità, dell'uguaglianza, della giustizia e della libertà degli individui;
* di promuovere un modello di convivenza tra persone basato sul rispetto reciproco e sull'accettazione delle differenze, sulla socialità e sulla convivialità.
* di essere punto di riferimento nel "cyberspazio" in lingua italiana per i soggetti politici che propongono politiche in sintonia con gli altri scopi dell'Associazione;"
L'associazione era organizzata in tre strutture cardine: l'Assemblea, il Coordinamento ed i Probiviri; le sue attività erano articolate in cinque Aree funzionali gestire con una mailing list: L'Area Amministrativa, l'Area Informazione, l'Area Politiche, l'Area Servizi Informatici, l'Area Sociale

### Il coordinamento
Il Coordinamento composto da 10 persone era eletto ogni anno a ottobre; al suo interno erano eletti un Presidente ed un vicepresidente. Le delibere 1994-1999 sono visibili in Internet archive. Il Coordinamento nell'ottobre 1997 era composto da: Gaia Grossi, Alessio Bragadini, Alberto Biraghi, Andrea Dell'Amico, Lisa Maccari, Paolino Madotto, Riccardo Mannella, Lucio Picci, Andrea Rizzoli, Gennaro Zezza; Gaia Grossi era presidente e Alessio Bragadini vicepresidente.

### Lo statuto
Lo statuto fu approvato nel 1994, e aggiornato nel 1998.

### I presidenti
Lucio Picci - 1994-1996 ottobre
Gaia Grossi - 1996 ottobre - ??
Alessio Bragadini - ?? - ??
Gennaro Zezza - ?? - ??

### I soci nel 1997
Su Internet Archive è conservato il file con l'elenco dei soci nel 1997

### Il "Plenum Supremo del Collettivo Immaginario"
L'associazione per alcuni anni organizzò una festa, aperta ai soci e agli amici, che mantenne il nome, scherzoso, del primo incontro avvenuto nel luglio del 1993. 
- Primo Plenum Supremo del Collettivo Immaginario, Imola, 25 luglio 1993[15]
- Secondo Plenum Supremo del Collettivo Immaginario, Massa 3 settembre 1994
- Terzo Plenum Supremo del Collettivo Immaginario, Ristorante Alla Pagoda a Colza di Enemonzo (Udine) nei giorni 5 e 6 agosto 1995.[16]
- Quarto Plenum Supremo del Collettivo Immaginario. Arco (TN), 13-14 luglio 1996[17].

## Attività
L'associazione, in un periodo di scarsa diffusione di Internet, promosse la creazione di luoghi virtuali di discussione su temi di interesse sociale e politico ed realizzò iniziative culturali e politiche, con l'obiettivo di sensibilizzare l'opinione pubblica sulla rilevanza sociale delle nuove tecnologie dell'informazione.
Nell'epoca della sua fondazione l'associazione aveva il vantaggio rispetto a molti interlocutori e potenziali alleati, grazie alle esperienze acquisite dai suoi soci fondatori all'estero, di disporre di ampie conoscenze sul funzionamento delle reti telematiche. L'associazione si dotò immediatamente di un sito Internet, dell'infrastruttura tecnologica necessaria per creare dei luoghi virtuali, indispensabile per il funzionamento dell'associazione stessa e per altre associazioni che si appoggiarono alle sue competenze e risorse tecnologiche. Si qualificò così come un interlocutore riconosciuto.
La Città Invisibile realizzò molte attività di promozione di Internet ed in particolare di promozione della democrazia digitale. Dopo il terremoto in Umbria e Marche nel settembre 1997, promosse, in collaborazione con l'ANCI, un'iniziativa per assegnare computer connessi ad internet nei villaggi con il supporto di volontari per attività di alfabetizzazione. Nel 1995 promosse la campagna no TUT per l'abolizione della tariffa telefonica urbana a scatto e per favorire quindi l'accesso alla Rete.
L'associazione ha avuto un ruolo importante nel sviluppo delle reti civiche italiane. Nel 1996 il Coordinamento approvò un documento sull'utilizzo delle tecnologie telematiche nelle città. Nel 1998 il suo "Osservatorio Reti Civiche" effettuò un censimento dei siti civici italiani. Nel 1999 il Coordinamento approvava la costituzione del sito cittadigitali.it con l'obiettivo di creare "un sito Web di supporto alla promozione, progettazione e gestione di servizi on line di interesse locale - quali reti civiche, servizi telematici pubblici, reti per la concertazione locale - e alle iniziative locali di sviluppo della società dell'informazione".
Si convenzionò con molte associazioni condividendone le attività. Sul suo server furono ospitati molti siti di associazioni, molte riviste e molte liste di discussione.
Le ultime attività nel sito risalgono al 2003.
Nel 2008 è stato aperto un gruppo Facebook La Città invisibile 2.0 per riunire i vecchi soci de La città invisibile